# Sonorolux fluminis
Sonorolux fluminis är en fiskart som beskrevs av Trewavas, 1977. Sonorolux fluminis ingår i släktet Sonorolux och familjen havsgösfiskar. Inga underarter finns listade i Catalogue of Life.